# 渡辺一民
渡邊 一民（わたなべ かずたみ、1932年1月5日 - 2013年12月21日）は、フランス文学者、文芸評論家。立教大学名誉教授。

## 生涯
東京生まれ。父は日東製粉代表取締役専務(常務)・渡辺昇。1955年東京大学文学部仏文科卒。1960年同大学院博士課程満期退学、立教大学一般教育部専任講師、1963年助教授。1965年立教大学文学部フランス文学科助教授、1970年教授。1981-1983年文学部長。1982年『岸田国士論』で亀井勝一郎賞を受賞した。1997年立教大学を定年退職。同年立教大学名誉教授の称号を受ける。
前妻は酒匂秀一の娘。

## 著書
- 『神話への反抗』（思潮社、1968年）
- 『ドレーフュス事件 政治体験から文学創造への道程』（筑摩書房、1972年）
- 『文化革命と知識人』（第三文明社、1972年）
- 『近代日本の知識人』（筑摩書房、1976年）
- 『フランス文壇史』（朝日選書、1976年）
- 『西欧逍遥』（講談社、1978年）
- 『岸田国士論』（岩波書店、1982年）
- 『ナショナリズムの両義性 若い友人への手紙』（人文書院、1984年）
- 『林達夫とその時代』（岩波書店、1988年）
- 『故郷論』（筑摩書房、1992年）
- 『フランスの誘惑 近代日本精神史試論』（岩波書店、1995年）
- 『〈他者〉としての朝鮮 文学的考察』（岩波書店、2003年）
- 『中島敦論』（みすず書房、2005年）
- 『武田泰淳と竹内好』（みすず書房、2010年）
- 『福永武彦とその時代』（みすず書房、2014年9月）、解説宇野邦一

## 主な翻訳
- アポリネール全集 （全1巻、鈴木信太郎共編訳 紀伊國屋書店、1959年、のち新装版）
- ドレフュス事件 （ピエール・ミケル 白水社 文庫クセジュ、1960年）
- シモーヌ・ヴェイユ著作集 （橋本一明共編、春秋社 全5巻、1967年 - 1968年、新装版1998年）
- 言葉と物 人文科学の考古学 （ミシェル・フーコー、佐々木明共訳 新潮社、1974年）
- ジョルジュ・ベルナノス著作集2　田舎司祭の日記 （春秋社、1977年、新装版1999年）
- 哲学講義　シモーヌ・ヴェーユ （川村孝則共訳 人文書院、1981年） 
  - 改題「ヴェーユの哲学講義」（ちくま学芸文庫、1996年）
- 聖グラングラン祭　〈レーモン・クノー コレクション8〉（水声社、2011年）

## 参考
- 『人事興信録』1995年